# Fussball Club Südtirol 2024-2025
Questa voce raccoglie le informazioni riguardanti il Fussball Club Südtirol nelle competizioni ufficiali della stagione 2024-2025.

## Stagione
Dopo aver concluso la seconda stagione nella propria storia in Serie B centrando una tranquilla salvezza (e superando anche periodi di scarsa competitività), il Südtirol decide di continuare il rapporto col tecnico Federico Valente, che frattanto consegue la licenza UEFA Pro: il suo contratto viene prolungato per un anno con opzione di rinnovo per il secondo. Nel calciomercato estivo, tra i vari movimenti, si registrano gli innesti a titolo definitivo dei difensori Luca Ceppitelli e Nicola Pietrangeli, e dei centrocampisti Karim Zedadka e Jacopo Martini; tra i prestiti si segnalano quelli di Valerio Crespi (attaccante, arrivato dalla Lazio) e Mateusz Praszelik (centrocampista, dall'Hellas Verona). In uscita, spicca il nome del difensore Filippo Scaglia, passato alla Juventus Next Gen come fuori quota.
L'esordio ufficiale della squadra avviene il 9 agosto in Coppa Italia, sul campo del Monza): i tempi regolamentari si chiudono sullo 0-0, dopodiché i rigori vedono prevalere i padroni di casa per 9-8. Nelle prime otto giornate di campionato, pur se con un rendimento altalenante e facendo immediatamente notare criticità a centrocampo e in difesa, il Südtirol sembra riuscire a reggere il passo con la parte alta dalla classifica, salvo poi incappare (complici gli infortuni di giocatori chiave quali Fabian Tait, Giacomo Poluzzi e Andrea Masiello) in una prolungata crisi di risultati, che fa sprofondare i biancorossi nei pressi della zona retrocessione: il 4 novembre, a seguito della sconfitta esterna (1-0) contro il Cesena, Valente viene esonerato in favore di Marco Zaffaroni. 
Il cambio in panchina però non sortisce effetti, con la squadra che si presenta demotivata e sfilacciata, rimediando quattro ulteriori sconfitte di fila, con 10 goal subìti contro uno solo realizzato: il Südtirol finisce così all'ultimo posto, pur in un contesto di classifica molto corta. La società opta quindi per un ulteriore avvicendamento, ingaggiando Fabrizio Castori, che decide di riassortire la squadra per giocare col 3-5-2, sacrificando la ricerca del possesso palla in favore di intensità e velocità nelle ripartenze. 
La società dal canto proprio opera estesamente nel calciomercato invernale, portando in biancorosso il portiere Marius Adamonis (che viene progressivamente preferito a Poluzzi come titolare), i difensori Frédéric Veseli e Antonio Barreca, i centrocampisti Niklas Pyyhtiä e Luca Belardinelli (quest'ultimo alla seconda esperienza a Bolzano) e l’attaccante Gabriele Gori. Lasciano per contro la squadra il portiere Giacomo Drago (rivelatosi inaffidabile allorché chiamato a sostituire Poluzzi), il difensore Andrea Cagnano e l'attaccante Valerio Crespi (poco impiegati), mentre finisce ai margini del progetto Jasmin Kurtic.
Le novità sortiscono effetto: con l'esperto tecnico marchigiano in panchina, il Südtirol riduce fortemente i problemi difensivi e riprende a ottenere con continuità risultati utili, riuscendo dalla 26^ giornata progressivamente a staccare il fondo della classifica: il 9 maggio 2025, a seguito del pareggio esterno contro il Pisa, seconda forza del campionato, i biancorossi centrano la salvezza con una giornata d'anticipo sulla fine della stagione regolare. Si segnalano per rendimento in particolare Pyyhtiä (che va a segno tre volte nelle prime quattro partite del girone di ritorno, rivelandosi altresì decisivo nel potenziare il centrocampo), Merkaj (che con l'arrivo di Castori riprende a segnare in campionato), Molina e Pietrangeli.

## Divise e sponsor
Dopo quattro stagioni cambia il fornitore tecnico: a Mizuno subentra Erreà, che aveva già brevemente vestito il Südtirol nei primissimi anni di esistenza del club dopo la trasformazione del vecchio SV Milland.
Il marchio italiano propone una divisa interna su cui, fedelmente alla tradizione domina il bianco, con personalizzazioni, girocollo e bordimanica di colore rosso; tutto il busto è solcato dal disegno ton sur ton di alcune delle vette montuose che caratterizzano il territorio altoatesino (Gruppo del Catinaccio, Gruppo delle Odle, Gruppo del Sella, Sassolungo, Massiccio dello Sciliar, Corno Bianco, Corno Nero, Sass de Putia, Ortles, Tre Cime di Lavaredo), disposte a creare delle fasce, alla base delle quali sono scritti i nomi stessi delle vette raffigurate. I loghi dello sponsor tecnico sono neri. Alla maglia si accompagnano calzoncini rossi con finiture bianche e calzettoni bianchi con dettagli rossi.
La maglia di cortesia presenta un colore blu-verdastro; la parte bassa del busto presenta un disegno a rombi che evoca il motivo del tetto del duomo di Bolzano, il quale sfuma verso il petto nella monocromia. Le personalizzazioni sono bianche. Calzoncini e calzettoni sono egualmente blu-verdastri con dettagli bianchi.
Dopo sette anni viene realizzata nuovamente anche una terza maglia, nella forma di un completo biancastro con spalle e maniche più grigie, nonché inserti grigi irregolari di varie sfumature.
Gli sponsor di maglia sono IDM Alto Adige (tramite il "marchio ombrello" di promozione territoriale Südtirol) e Duka sul torso, Alperia sulla manica; lo sponsor dorsale è invece TopHaus sulla maglia interna e Zona Sciistica Racines-Giovo su quelle di cortesia.
| Casa | Trasferta | Terza divisa |

## Organigramma societario
Area amministrativa
- Gerhard Comper - Presidente
- Carlo Costa - Vicepresidente vicario
- Walter Pardatscher - Vicepresidente
- Federico Merola - Vicepresidente
- Dietmar Pfeifer - Amministratore delegato
- Hans Krapf - Membro CDA
- Werner Gamper - Membro CDA
- Reinhold Eisenstecken - Membro CDA e presidente FCD Alto Adige
- Markus Kuntner - Presidente collegio sindacale
- Stefano Parolin - Sindaco
- Hannes Pircher - Sindaco
- Giovanni Polonioli - Commissario alla vigilanza
- Paolo Bravo - Direttore sportivo
- Hannes Fink - Direttore tecnico
- Stefano Paolino - Responsabile scouting
- Samuele Donati - Area sport
- Hannes Fischnaller - Direttore operativo
- Gianluca Leonardi - Responsabile amministrativo
- Verena Pattis - Segreteria organizzativa
- Alessia Prada - Area amministrativa
- Daniele Magagnin - Responsabile comunicazione
- Manuel Insam - Responsabile comunicazione
- Christiane Ruedl - Area marketing
- Walter Mario Ameli - Area marketing
- Iris Scremin - Grafica e design
- Lorenzo Buzzi - Delegato alla sicurezza e allo stadio
- Dieter Frickel - Partenariati
- Emilio Bordoni - Service liaison officer
- Samuele Donati - Area sportiva
- Alex Schraffl - Responsabile attività di base, scuola calcio e calcio femminile
- Mattia Marchi - Coordinatore under 15-16-17
- Dino Ciresa - Coordinatore tecnico attività di base
- Daniel Ochner - Responsabile scuola calcio
- Marco Insam - Responsabile settore femminile

Area tecnica
- Fabrizio Castori - Allenatore
- Riccardo Bocchini - Allenatore in seconda
- Alberto Andorlini - Preparatore atletico
- Danilo Chiodi - Preparatore atletico
- Massimo Marini - Preparatore dei portieri
- William Luzi - Analista video-tattico
- Lorenzo Bartolini - Collaboratore
- Emiliano Bertoluzza - Team manager

Area sanitaria
- Elio Assisi - Responsabile

## Rosa
Aggiornata al 3 febbraio 2025
| N. |                      | Ruolo | Calciatore             |
| -- | -------------------- | ----- | ---------------------- |
| 1  | Italia (bandiera)    | P     | Giacomo Poluzzi        |
| 2  | Marocco (bandiera)   | D     | Hamza El Kaouakibi     |
| 3  | Italia (bandiera)    | D     | Andrea Cagnano         |
| 4  | Italia (bandiera)    | C     | Tommaso Arrigoni       |
| 5  | Italia (bandiera)    | D     | Andrea Masiello        |
| 6  | Italia (bandiera)    | C     | Jacopo Martini         |
| 7  | Italia (bandiera)    | A     | Matteo Rover           |
| 8  | Italia (bandiera)    | C     | Alessandro Mallamo     |
| 9  | Italia (bandiera)    | A     | Valerio Crespi         |
| 11 | Algeria (bandiera)   | C     | Karim Zedadka          |
| 12 | Italia (bandiera)    | P     | Giacomo Drago          |
| 14 | Italia (bandiera)    | D     | Federico Davi          |
| 15 | Italia (bandiera)    | D     | Benedikt Rottensteiner |
| 17 | Italia (bandiera)    | C     | Daniele Casiraghi      |
| 18 | Finlandia (bandiera) | C     | Niklas Pyyhtiä         |
| 19 | Italia (bandiera)    | D     | Nicola Pietrangeli     |

| N. |                     | Ruolo | Calciatore             |
| -- | ------------------- | ----- | ---------------------- |
| 21 | Italia (bandiera)   | C     | Fabian Tait (capitano) |
| 22 | Italia (bandiera)   | P     | Jakob Tschöll          |
| 23 | Italia (bandiera)   | D     | Luca Ceppitelli        |
| 24 | Italia (bandiera)   | D     | Simone Davi            |
| 26 | Italia (bandiera)   | A     | Andrea Cisco           |
| 27 | Slovenia (bandiera) | C     | Jasmin Kurtić          |
| 28 | Italia (bandiera)   | C     | Raphael Kofler         |
| 30 | Italia (bandiera)   | D     | Andrea Giorgini        |
| 33 | Albania (bandiera)  | A     | Silvio Merkaj          |
| 46 | Tunisia (bandiera)  | C     | Dhirar Brik            |
| 68 | Italia (bandiera)   | D     | Alessandro Vimercati   |
| 74 | Italia (bandiera)   | D     | Simone Testa           |
| 79 | Italia (bandiera)   | C     | Salvatore Molina       |
| 90 | Italia (bandiera)   | A     | Raphael Odogwu         |
| 99 | Polonia (bandiera)  | C     | Mateusz Praszelik      |

## Risultati

### Serie B

#### Girone di andata
| Arbitro: | Perri (Roma) |

|                      |           |              |
| Mallamo 6’ Rover 90’ | Marcatori | 40’ Bozhanaj |

| Arbitro: | Perenzoni (Rovereto) |

|                                              |           |                      |
| Casiraghi 28’ (rig.) Molina 42’ Rover 90+6'’ | Marcatori | 36’ Tongya 61’ Braaf |

| Arbitro: | Monaldi (Macerata) |

|                                |           |  |
| Schiavi 45’ (rig.) Finotto 56’ | Marcatori |  |

| Arbitro: | Rutella (Enna) |

|                   |           |                        |
| Odogwu 85’ (rig.) | Marcatori | 12’ Adorni 60’ Corrado |

| Arbitro: | Crezzini (Siena) |

|                  |           |                                               |
| M. Portanova 31’ | Marcatori | 7’ S. Molina 40’ T. Arrigoni 78’ M. Praszelik |

| Arbitro: | Perri (Roma) |

|            |           |  |
| Venuti 20’ | Marcatori |  |

| Arbitro: | Galipò (Firenze) |

|               |           |                                       |
| Casiraghi 52’ | Marcatori | 20’ Baniya 63’ Diakité 81’ R. Insigne |

| Arbitro: | Perenzoni (Rovereto) |

|  |           |                      |
|  | Marcatori | 7’ Rover 75’ Zedadka |

| Arbitro: | Marchetti (Ostia Lido) |

|          |           |                           |
| Tait 29’ | Marcatori | 38’ Lind 59’ (rig.) Arena |

| Arbitro: | Santoro (Messina) |

|                                      |           |  |
| Pontisso 5’ Iemmello 24’, 41’ (rig.) | Marcatori |  |

| Arbitro: | Prontera (Bologna) |

|            |           |               |
| Odogwu 74’ | Marcatori | 56’ Marchizza |

| Arbitro: | Massimi (Termoli) |

|                |           |  |
| C. Shpendi 52’ | Marcatori |  |

| Arbitro: | Giua (Sassari) |

|  |           |               |
|  | Marcatori | 57’ Laurienté |

| Arbitro: | Ferrieri Caputi (Livorno) |

|                                                   |           |  |
| Pietrangeli 7’ (aut.) F. Esposito 41’ Vignali 70’ | Marcatori |  |

| Arbitro: | Arena (Torre del Greco) |

|  |           |                                                    |
|  | Marcatori | 3’ Bonazzoli 47’ Vàzquez 71’ Collocolo 77’ De Luca |

| Arbitro: | Feliciani (Teramo) |

|                           |           |            |
| Candellone 8’ Bellich 79’ | Marcatori | 73’ Kofler |

| Arbitro: | Cosso (Reggio Calabria) |

|                     |           |                         |
| Merkaj 4’ Rover 63’ | Marcatori | 41’ Galuppini 90’ Aramu |

| Arbitro: | Ferrieri Caputi (Livorno) |

|  |           |                  |
|  | Marcatori | 90’ El Kaouakibi |

| Arbitro: | Chiffi (Padova) |

|                    |           |                           |
| Casolari 6’ (aut.) | Marcatori | 45’ Casolari 80’ Pandolfi |

#### Girone di ritorno
| Modena 29 dicembre 2024, ore 15:00 CET 20ª giornata | Modena             | 0 – 0 referto | Südtirol | Stadio Alberto Braglia (8 644 spett.)\| Arbitro: \| Scatena (Avezzano) \| |
| Arbitro:                                            | Scatena (Avezzano) |               |          |                                                                           |

| Arbitro: | Massimi (Termoli) |

|            |           |           |
| Pyyhtiä 8’ | Marcatori | 3’ Bonini |

| Arbitro: | Perri (Roma 1) |

|                                                            |           |                                       |
| Berardi 9’ Doig 55’ Boloca 58’ Laurienté 68’ Volpato 90+2’ | Marcatori | 3’ Odogwu 11’ Pyyhtiä 64’ Pietrangeli |

| Arbitro: | Tremolada (Vaprio d'Adda) |

|  |           |                                      |
|  | Marcatori | 20’, 29’ Merkaj 89’ (rig.) Casiraghi |

| Arbitro: | Crezzini (Siena) |

|                             |           |  |
| Pyyhtiä 14’ Pietrangeli 50’ | Marcatori |  |

| Arbitro: | Monaldi (Macerata) |

|                                |           |             |
| Merkaj 6’ Casiraghi 88’ (rig.) | Marcatori | 11’ Sabilli |

| Brescia 22 febbraio 2025, ore 15:00 CET 27ª giornata | Brescia      | 0 – 0 referto | Südtirol | Stadio Mario Rigamonti (4 180 spett.)\| Arbitro: \| Giua (Olbia) \| |
| Arbitro:                                             | Giua (Olbia) |               |          |                                                                     |

| Arbitro: | Ayroldi (Molfetta) |

|            |           |            |
| Odogwu 26’ | Marcatori | 29’ Matějů |

| Arbitro: | Perri (Roma 1) |

|               |           |                                                               |
| Desogus 90+2’ | Marcatori | 58’ Barreca 59’ (aut.) Matino 61’ Casiraghi 71’, 76’ Giorgini |

| Arbitro: | Tremolada (Monza) |

|                       |           |                               |
| Merkaj 59’ Molina 73’ | Marcatori | 17’ Giovane 90+2’ Torregrossa |

| Arbitro: | Ferrieri Caputi (Livorno) |

|                         |           |  |
| Mensah 11’ Radaelli 41’ | Marcatori |  |

| Arbitro: | Pezzuto (Lecce) |

|             |           |            |
| Pyyhtiä 27’ | Marcatori | 59’ Tavşan |

| Arbitro: | Marinelli (Tivoli) |

|                           |           |                 |
| Ghiglione 49’ Ferrari 60’ | Marcatori | 63’ Pietrangeli |

| Bolzano 13 maggio 2025, ore 20:30 CEST 34ª giornata | Südtirol          | 0 – 0 referto | Bari | Stadio Druso (4 807 spett.)\| Arbitro: \| Sacchi (Macerata) \| |
| Arbitro:                                            | Sacchi (Macerata) |               |      |                                                                |

| Arbitro: | Santoro (Messina) |

|               |           |                             |
| Ceccaroni 27’ | Marcatori | 47’ Barreca 75’ (rig.) Gori |

| Arbitro: | Cosso (Reggio Calabria) |

|                                  |           |                                            |
| Lind 39’ Sernicola 78’ Rus 90+3’ | Marcatori | 2’ Mallamo 37’ (rig.) Gori 67’ Pietrangeli |

### Coppa Italia

#### Turni eliminatori
| Arbitro: | Cosso (Reggio Calabria) |

|                                                                     |                      |                                                                         |
| Caprari Mota Sensi Caldirola Marić Pereira Kyriakopoulos Bondo Izzo | Tiri di rigore 9 – 8 | Merkaj Molina Kurtić Arrigoni Crespi Masiello Davi Ceppitelli Praszelik |

## Statistiche

### Statistiche di squadra
| Competizione | Punti | In casa | In casa | In casa | In casa | In casa | In casa | In trasferta | In trasferta | In trasferta | In trasferta | In trasferta | In trasferta | Totale | Totale | Totale | Totale | Totale | Totale | DR |
| Competizione | Punti | G       | V       | N       | P       | Gf      | Gs      | G            | V            | N            | P            | Gf           | Gs           | G      | V      | N      | P      | Gf     | Gs     | DR |
| ------------ | ----- | ------- | ------- | ------- | ------- | ------- | ------- | ------------ | ------------ | ------------ | ------------ | ------------ | ------------ | ------ | ------ | ------ | ------ | ------ | ------ | -- |
| Serie B      | 46    | 19      | 6       | 7       | 6       | 25      | 27      | 19           | 6            | 3            | 10           | 25           | 30           | 38     | 12     | 10     | 16     | 50     | 57     | -7 |
| Coppa Italia | 0     | 0       | 0       | 0       | 0       | 0       | 0       | 1            | 0            | 1            | 0            | 0            | 0            | 1      | 0      | 1      | 0      | 0      | 0      | 0  |
| Totale       | 46    | 19      | 6       | 7       | 6       | 25      | 27      | 20           | 6            | 4            | 10           | 25           | 30           | 39     | 12     | 11     | 16     | 50     | 57     | -7 |

### Andamento in campionato
| Giornata  | 1 | 2 | 3 | 4  | 5 | 6 | 7  | 8 | 9 | 10 | 11 | 12 | 13 | 14 | 15 | 16 | 17 | 18 | 19 | 20 | 21 | 22 | 23 | 24 | 25 | 26 | 27 | 28 | 29 | 30 | 31 | 32 | 33 | 34 | 35 | 36 | 37 | 38 |
| --------- | - | - | - | -- | - | - | -- | - | - | -- | -- | -- | -- | -- | -- | -- | -- | -- | -- | -- | -- | -- | -- | -- | -- | -- | -- | -- | -- | -- | -- | -- | -- | -- | -- | -- | -- | -- |
| Luogo     | C | C | T | C  | T | T | C  | T | C | T  | C  | T  | C  | T  | C  | T  | C  | T  | C  | T  | C  | T  | T  | C  | T  | C  | T  | C  | T  | C  | T  | C  | T  | C  | C  | T  | C  | T  |
| Risultato | V | V | P | P  | V | P | P  | V | P | P  | N  | P  | P  | P  | P  | P  | N  | V  | P  | N  | N  | P  | V  | V  | P  | V  | N  | N  | V  | N  | P  | N  | P  | N  | V  | V  | V  | P  |
| Posizione | 3 | 1 | 5 | 10 | 4 | 7 | 12 | 6 | 9 | 14 | 13 | 16 | 18 | 17 | 19 | 19 | 19 | 17 | 20 | 19 | 18 | 19 | 17 | 17 | 18 | 17 | 17 | 16 | 11 | 11 | 14 | 14 | 14 | 14 | 13 | 11 | 11 | 10 |

Legenda:

Luogo: C = Casa; T = Trasferta. Risultato: V = Vittoria; N = Pareggio; P = Sconfitta.

### Statistiche dei giocatori
In corsivo i giocatori che hanno lasciato la squadra a stagione in corso.
| Giocatore        | Serie B  | Serie B | Serie B     | Serie B    | Coppa Italia | Coppa Italia | Coppa Italia | Coppa Italia | Totale   | Totale | Totale      | Totale     |
| Giocatore        | Presenze | Reti    | Ammonizioni | Espulsioni | Presenze     | Reti         | Ammonizioni  | Espulsioni   | Presenze | Reti   | Ammonizioni | Espulsioni |
| ---------------- | -------- | ------- | ----------- | ---------- | ------------ | ------------ | ------------ | ------------ | -------- | ------ | ----------- | ---------- |
| G. Poluzzi       | 15       | -23     | 1           | 0          | 1            | 0            | 0            | 0            | 16       | -23    | 1           | 0          |
| H. El Kaouakibi  | 9        | 1       | 2           | 0          | 0            | 0            | 0            | 0            | 9        | 1      | 2           | 0          |
| A. Cagnano       | 3        | 0       | 1           | 0          | 0            | 0            | 0            | 0            | 3        | 0      | 1           | 0          |
| T. Arrigoni      | 20       | 1       | 2           | 0          | 1            | 0            | 0            | 0            | 21       | 1      | 2           | 0          |
| A. Masiello      | 10       | 0       | 0           | 0          | 1            | 0            | 0            | 0            | 11       | 0      | 0           | 0          |
| J. Martini       | 10       | 0       | 2           | 0          | 0            | 0            | 0            | 0            | 10       | 0      | 2           | 0          |
| M. Rover         | 20       | 4       | 3           | 0          | 0            | 0            | 0            | 0            | 20       | 4      | 3           | 0          |
| A. Mallamo       | 12       | 1       | 1           | 0          | 1            | 0            | 0            | 0            | 13       | 1      | 1           | 0          |
| V. Crespi        | 11       | 0       | 1           | 0          | 1            | 0            | 0            | 0            | 12       | 0      | 1           | 0          |
| K. Zedadka       | 18       | 1       | 3           | 0          | 0            | 0            | 0            | 0            | 18       | 1      | 3           | 0          |
| G. Drago         | 5        | -10     | 0           | 0          | 0            | 0            | 0            | 0            | 5        | -10    | 0           | 0          |
| F. Davi          | 2        | 0       | 0           | 0          | 0            | 0            | 0            | 0            | 2        | 0      | 0           | 0          |
| B. Rottensteiner | 0        | 0       | 0           | 0          | 0            | 0            | 0            | 0            | 0        | 0      | 0           | 0          |
| D. Casiraghi     | 20       | 2       | 1           | 0          | 1            | 0            | 0            | 0            | 21       | 2      | 1           | 0          |
| N. Pietrangeli   | 11       | 0       | 0           | 0          | 0            | 0            | 0            | 0            | 11       | 0      | 0           | 0          |
| F. Tait          | 10       | 1       | 1           | 0          | 0            | 0            | 0            | 0            | 10       | 1      | 1           | 0          |
| J. Tschöll       | 0        | 0       | 0           | 0          | 0            | 0            | 0            | 0            | 0        | 0      | 0           | 0          |
| L. Ceppitelli    | 10       | 0       | 2           | 0          | 1            | 0            | 0            | 0            | 11       | 0      | 2           | 0          |
| S. Davi          | 12       | 0       | 2           | 0          | 1            | 0            | 0            | 0            | 13       | 0      | 2           | 0          |
| A. Cisco         | 0        | 0       | 0           | 0          | 0            | 0            | 0            | 0            | 0        | 0      | 0           | 0          |
| J. Kurtic        | 13       | 0       | 3           | 0          | 1            | 0            | 0            | 0            | 14       | 0      | 3           | 0          |
| R. Kofler        | 14       | 1       | 4           | 0          | 0            | 0            | 0            | 0            | 14       | 1      | 4           | 0          |
| A. Giorgini      | 16       | 0       | 5           | 0          | 1            | 0            | 0            | 0            | 17       | 0      | 5           | 0          |
| S. Merkaj        | 19       | 1       | 5           | 0          | 1            | 0            | 0            | 0            | 20       | 1      | 5           | 0          |
| D. Brik          | 0        | 0       | 0           | 0          | 0            | 0            | 0            | 0            | 0        | 0      | 0           | 0          |
| A. Vimercati     | 1        | 0       | 0           | 0          | 0            | 0            | 0            | 0            | 1        | 0      | 0           | 0          |
| S. Testa         | 0        | 0       | 0           | 0          | 0            | 0            | 0            | 0            | 0        | 0      | 0           | 0          |
| S. Molina        | 20       | 2       | 0           | 0          | 1            | 0            | 0            | 0            | 21       | 2      | 0           | 0          |
| R. Odogwu        | 20       | 2       | 1           | 0          | 1            | 0            | 0            | 0            | 21       | 2      | 1           | 0          |
| M. Praszelik     | 15       | 1       | 0           | 0          | 1            | 0            | 0            | 0            | 16       | 1      | 0           | 0          |